# 天鷹座V1291
天鷹座V1291，又名BD-03 4742，HD 188041、SAO 143883、HR 7575，是天鷹座的一颗恒星，视星等为5.65，位于銀經37.27，銀緯-15.18，其B1900.0坐标为赤經19h 48m 4.5s，赤緯-3° -15.18′ 25″。